# 克丽丝特·盖恩斯
克丽丝特·盖恩斯（英語：Chryste Gaines，1970年9月14日—），美国女子田径运动员。她曾代表美国参加1996年和2000年夏季奥林匹克运动会田径比赛，获得一枚金牌和一枚铜牌。